# Jingye Group
De Jingye Group is een grote private Chinese staalgroep met hoofdkwartier in Peking. Met een ruwstaalproductie van ruim 16 miljoen ton was het in 2020 de op twaalf na grootste staalproducent van China en tevens een van de grotere in de wereld. De groep is sinds 2020 ook in Europa actief door de overname van British Steel Limited.

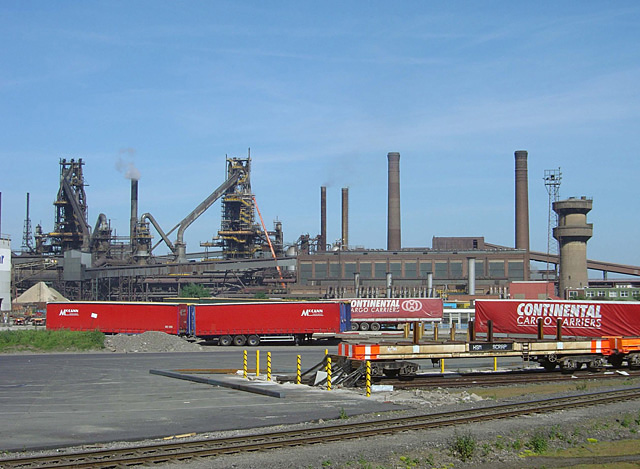
De hoogovens van de Staalfabrieken van Scunthorpe in 2006. De eerste hoogoven van deze fabriek kwam in bedrijf in 1864.

## Activiteiten
Jingye is een grote producent van betonwapening, ronde staven, medium staalplaten en gegalvaniseerd en gelakt plaatstaal. De Chinese bouwsector is een belangrijke afnemer maar er wordt ook wereldwijd geëxporteerd.
Naast de productie van staal is de groep ook actief in onder meer de chemische en farmaceutische industrie, internationale handel, financiën, logistiek, toerisme, vakantieparken en hotels, vastgoed en 3D-printen met metaalpoeder.

### Onderdelen
| Bedrijf                                        | Plaats          | Overname | Producten                       | Ruwstaalcapaciteit |
| ---------------------------------------------- | --------------- | -------- | ------------------------------- | ------------------ |
| Jingye Steel                                   | Shijiazhuang    | n.v.t.   | staven, platen, plaatstaal      | 12 mt/jaar         |
| (Inner Mongolia) Ulanhot Steel                 | Ulanhot         | 2014     | betonwapening, ronde staven     | 1,05 mt/jaar       |
| British Steel Limited                          | Scunthorpe (VK) | 2020     | platen, profielen, draad, rails | 3,59 mt/jaar       |
| Yunnan Jingye Steel (Yunnan Yongchang Steel)   | Anning          | 2020     | betonwapening                   | 1,7 mt/jaar        |
| Guangdong Jingye Steel (Guangdong Taidu Steel) | Jieyang         | 2020     | betonwapening                   | 1,2 mt/jaar        |

## Geschiedenis
Eind jaren 1970 ging China over van een totalitaire naar een vrijemarkteconomie. In 1985 richtte voormalig leerkracht Li Ganpo een conservenfabriek en een brouwerij op in Pingshan, niet ver van Peking. Drie jaar later richtte hij de chemische fabriek Jingye op. Het woord "jingye" betekent "toewijding".
In 2002 stapte de groep ook in de staalproductie en ontwikkelde activiteiten in andere sectoren zoals transport en toerisme. De productie van staal en verwerkte staalproducten groeide uit tot de hoofdactiviteit van de groep. Het bedrijf legde ook wegen aan, bouwde huizen en scholen en trok geld uit voor gezondheidszorg en hoger onderwijs voor zijn werknemers en de gemeenschap. Vanaf 2008 zetelde Li ook in het elfde volkscongres.
Tijdens de kredietcrisis investeerde Jingye fors in verkoopkantoren doorheen China en de bouw van een grote walserij die jaarlijks 1,6 miljoen ton staven kan produceren.
In 2014 nam Jingye Ulanhot Steel in het noordelijke Binnen-Mongolië over van Fangda Steel. De groep bereikte hierdoor een productiecapaciteit van 2 miljoen ton op jaarbasis. Dat jaar nam de groep ook British Steel Limited over in het Verenigd Koninkrijk. Dit waren de langstaalactiviteiten die in 2016 door Tata Steel Europe waren afgestoten. Het omvatte een grote staalfabriek in Scunthorpe en walserijen in Teesside en Skinningrove. Verder in 2020 werden Yunnan Yongchang Steel en Guangdong Taidu Steel in het zuiden van China overgenomen.
Op 12 april 2025 nam de Britse overheid het beheer van de verlieslatende staalfabriek in Scunthorpe over, om te beletten dat Jingye ze zou sluiten. De twee hoogovens in Scunthorpe waren de laatste in het land. Zonder zou in Verenigd Koninkrijk geen staal van ijzererts meer kunnen worden gemaakt.